# Сусловский район
Сусловский район — административно-территориальная единица в составе Томской губернии, Сибирского и Западно-Сибирского краёв РСФСР, существовавшая в 1924—1932 годах. Центр — село Суслово.
Сусловский район образован в составе Мариинского уезда Томской губернии 4 сентября 1924 года. В состав района вошла территория следующих упразднённых волостей: Рыбинской, Сандайской, Сусловской и части Тутальско-Чулымской.
В 1925 году Сусловский район вошёл в состав Ачинского округа Сибирского края, а в 1930 году перешёл в прямое подчинение Западно-Сибирского края.
10 декабря 1932 года Сусловский район был упразднён. При этом его территория была разделена следующим образом:
- в Мариинский район — Ивановский, Константиновский, Николаевский, Рубиновский, Святогорский и Сусловский с/с;
- в Тяжинский район — Ключевский, Пантелеймоновский, Прокопьевский, Сандайский, Тунгульский, Тутальский и Тюзюльский с/с[1].